# Tolomeo Cerauno
Tolomeo Ceràuno (in greco antico: Πτολεμαῖος Κεραυνός?, Ptolemàios Keraunòs; 318 a.C. circa – 279 a.C.) è stato un sovrano egizio del periodo tolemaico, figlio maggiore del re d'Egitto Tolomeo I e re di Macedonia dal 281 a.C. alla sua morte.

## Biografia
Tolomeo Cerauno era il figlio primogenito di Tolomeo I, sovrano d'Egitto, e di sua moglie Euridice, figlia di Antipatro. Nonostante la primogenitura nel 285 a.C. fu escluso dalla successione dal padre, che invece associò al trono Tolomeo II, il figlio che aveva avuto dall'altra moglie Berenice.
Dopo avere lasciato l'Egitto fu accolto alla corte di Lisimaco, re di Macedonia e di Tracia e marito della sorellastra Arsinoe II. Nel 284 a.C., quando Agatocle, figlio di Lisimaco, fu accusato di congiura nei confronti del padre e condannato a morte, Tolomeo Cerauno lasciò la corte dell'anziano sovrano e passò dalla parte di Seleuco I, re di Siria e Babilonia, assieme a molte altre persone dell'entourage del re, tra le quali Lisandra, sorella dello stesso Cerauno e vedova di Agatocle, Alessandro figlio di Lisimaco e Filetero, tesoriere di Pergamo.
Poco tempo dopo Seleuco dichiarò guerra a Lisimaco e lo sconfisse nel 281 a.C. nella battaglia di Corupedio in Asia minore, dove l'anziano re di Macedonia trovò la morte. Mentre Seleuco entrava in Tracia per conquistare i territori di Lisimaco Tolomeo lo uccise a tradimento con una mossa fulminea (da cui prese il soprannome di Cerauno, in greco antico: Κεραυνός?, Keraunòs ("fulmine")) e si proclamò re davanti all'esercito, probabilmente con il sostegno dei precedenti partigiani di Agatocle.
Per unificare i regni di Tracia e Macedonia, nel 280 a.C. il nuovo sovrano convinse la sorellastra Arsinoe II a sposarlo, con la promessa che avrebbe poi lasciato il trono ai figli di lei. La regina era precedentemente fuggita in maniera rocambolesca da Efeso a Cassandria in seguito alla morte di Lisimaco travestendosi da serva. Poco dopo il matrimonio, che gli permise di entrare in possesso della parte di Macedonia ancora fedele alla regina, uccise a tradimento due dei tre figli di Arsinoe, all'epoca ancora adolescenti, e cacciò la sorellastra da Cassandria dopo averla spogliata delle insegne regali e averle perfino negato di celebrare i riti funebri per i figli.
L'anno successivo, Cerauno fronteggiò alla guida del suo esercito le truppe dei Celti, che avevano invaso la penisola balcanica. Diodoro Siculo racconta che l'impetuoso Tolomeo attaccò l'esercito di Bolgio, il capo dei Celti, senza attendere che fosse al completo delle forze, mentre stando a Marco Giuniano Giustino egli aveva rifiutato ogni apertura diplomatica da parte degli invasori, ma anche l'aiuto di un re dei Dardani, che gli offriva 20 000 soldati. Nella battaglia che seguì, Tolomeo fu vinto, catturato e decapitato dai nemici, lasciando il regno di Macedonia e di Tracia nominalmente al fratello Meleagro, ma di fatto nell'anarchia, visto che le sue truppe l deposero pochi mesi dopo. Ad egli succedettero una breve successione di re di assai poco conto, finché, nel 277 a.C., Antigono II Gonata, figlio di Demetrio Poliorcete, sconfisse definitivamente i Celti e si insediò sul trono di Pella.

## Ascendenza
|                 |           |                       | Genitori  |  |  | Nonni |  |  | Bisnonni |  |
|                 |           |                       |           |  |  | Lago  |  |  | …        |  |
|                 |           |                       |           |  |  | Lago  |  |  | …        |  |
|                 |           | …                     |           |  |  | Lago  |  |  |          |  |
| Tolomeo I       |           |                       |           |  |  | Lago  |  |  |          |  |
|                 |           | …                     | …         |  |  |       |  |  |          |  |
|                 |           | …                     | …         |  |  |       |  |  |          |  |
|                 |           | …                     | …         |  |  |       |  |  |          |  |
| Tolomeo Cerauno |           | …                     |           |  |  |       |  |  |          |  |
|                 | Antipatro | …                     |           |  |  |       |  |  |          |  |
|                 | Antipatro | …                     |           |  |  |       |  |  |          |  |
|                 | Antipatro | …                     |           |  |  |       |  |  |          |  |
| Euridice        | Antipatro |                       |           |  |  |       |  |  |          |  |
|                 |           | Antigone di Macedonia | Cassandro |  |  |       |  |  |          |  |
|                 |           | Antigone di Macedonia | Cassandro |  |  |       |  |  |          |  |
|                 |           | Antigone di Macedonia | …         |  |  |       |  |  |          |  |
|                 |           | Antigone di Macedonia |           |  |  |       |  |  |          |  |